# Emidop
Els emidops (Emydops) són un gènere de sinàpsids extints de la família dels emidòpids que visqueren durant el Permià mitjà i superior en allò que avui en dia és el sud d'Àfrica. Se n'han trobat restes fòssils a Sud-àfrica i Zàmbia. Eren dicinodonts petits. Mancaven de dents postcanines i tenien crestes laterals al paladar secundari. El crani feia uns 5 cm de llargada. Pot ser que tinguessin un estil de vida subterrani.